# Faro de Eddystone
El faro de Eddystone se encuentra sobre las rocas de Eddystone, en un emplazamiento expuesto al oleaje situado a 9 millas (14 km) al sur oeste de Rame Head, Reino Unido. Aunque la localidad más cercana, Rame Head, está en Cornualles, las rocas se encuentran en Devon. Están formadas por un gneis precámbrico.
La edificación actual corresponde al quinto faro que se edifica en el mismo lugar. El primero y el segundo, construidos en madera en 1698 y 1705, respectivamente, fueron destruidos. El tercero, la torre Rudyard funcionó desde 1708 hasta su incendio en 1755. El cuarto, también conocido como Torre de Smeaton, es el más conocido por su influencia en el diseño de los faros y su importancia en el desarrollo del hormigón para la construcción. Se edificó en 1759.
El faro actual fue diseñado por James Douglas, tomando como base los avances en la torre de Smeaton de Robert Stevenson (ingeniero). La luz se encendió por primera vez en 1882 y todavía está en uso. Está gestionado por el Trinity House. Automatizado en 1982, la torre ha sido modificada por la construcción de un helipuerto encima de la linterna, con el fin de facilitar el acceso del personal de mantenimiento.
La torre tiene 49 metros de altura, y su luz blanca parpadea dos veces cada 10 segundos. La luz estándar es visible a 22 millas náuticas (41 km), y se complementa con otra señal, en caso de  niebla, de tres destellos cada 60 segundos.